# Epipocus tibialis
Epipocus tibialis is een keversoort uit de familie zwamkevers (Endomychidae). De wetenschappelijke naam van de soort werd in 1834 gepubliceerd door Louis Alexandre Auguste Chevrolat.